# 実況パワフルプロ野球 (2019年のゲーム)
『実況パワフルプロ野球』（じっきょうパワフルプロやきゅう）は、2019年6月27日にコナミデジタルエンタテインメントから発売されたNintendo Switch用野球ゲームである。パワプロシリーズ生誕25周年記念作品。

## 概要
『実況パワフルプロ野球』（パワプロ）シリーズの一作であり、パワプロシリーズとしては『実況パワフルプロ野球NEXT』以来10年ぶりとなる、日本プロ野球をフィーチャーした任天堂ゲーム機専用のソフトである。
2対2の対戦やひとつのチームでの協力プレーなど、最大4人までのプレーが可能。『パワプロNEXT』発売以降のPlaystationシリーズ作品と同様「ペナント」「サクセス」「マイライフ」モードを遊ぶことができる。

## トレジャー
マイチーム「トレジャーズ」を強化して大会に挑むモード。サクセスなどで育成したオリジナル選手を助っ人として最大5人加入させることも可能。
本モードでの対戦で勝利したり、試合中に出されるミッションをクリアする「トレジャー」というアイテムが得られる。
「トレジャー」は、同じく試合の勝利によって得られるカギによって開けることができ、中には能力を強化するアイテム「秘石」や、一時的に能力を向上させる「装備」が入っている。
また大会に優勝すると手に入る優勝カップは、1選手に1度しか使えないものの、能力を大幅に強化することができる。
「秘石」や「装備」は、他のモードで試合をした場合やamiiboからも手に入る。

## サクセス
今回のサクセスは『実況パワフルプロ野球9』から移植した「パワフル高校」「あかつき大学付属高校」の2シナリオのみ。短時間で選手を作成できる「サクサクセス」は未収録。

## マイライフ
マイライフの基本システムは『実況パワフルプロ野球2018』の流用で、基本的なイベントやマイライフ固有の彼女候補3人などについては同作とほぼ同じ。ただしサクセスから引継ぎ可能な彼女については本作のキャラ（パワプロ9の彼女候補5人）に変更されており、イベントや結婚条件もそれぞれ新規に設定されている。過去のサクセスに登場した彼女がマイライフの花嫁候補として新規に実装されたのは、マイライフの内容が『実況パワフルプロ野球ポータブル4』のほぼ完全な移植作である『PSP版実況パワフルプロ野球2010』を例外とすると今作が初となる。
サクセスから引き継ぎ可能な彼女は、栗原舞（一般事務職員）・四条澄香（球団所属の管理栄養士）・芹沢茜（短期大学生）・七瀬はるか（大学生）・姫野カレン（女社長）の5名。舞は主人公と同い年、澄香・茜・はるかは18歳で登場するが、カレンのみ年齢不明という特殊仕様となっている。

## ホームランアタック
スコアアタックモードとホームランバトルモードがある。それぞれ高得点を取ることでOB選手が使えるようになる。

### スコアアタックモード
1人で行う、ホームランの数や飛距離から得られるスコアを競うモード。過去作のホームラン競争とルールはそれほど変わらない。
インターネット接続があれば、全国のプレイヤーとスコアを競うこともできる。

### ホームランバトルモード
最大4人で行える、ホームランやヒットの飛距離を競うモード。
ルールをスコアタックモードと同様のスコアで競うバトルと、条件をクリアし続けるサドンデスの2つから選ぶことができる。
どちらのルールでもアイテムの有り無しを選択することができる。アイテムは自身に効果をもたらすものと、相手を妨害するためのものとがある。

## 収録選手について
初期データにおける収録選手は、2019年3月29日時点での新規入退団情報に基づく支配下登録全選手が反映された。
- 2019年8月2日のアップデートで、3月30日から5月2日までに公示された育成からの支配下登録選手1名が反映。
- 2019年9月19日のアップデートで、5月3日から7月31日までに公示された入団選手（育成からの支配下登録14人を含む）19名と成立トレード5件、2019年8月7日までの退団選手3名が反映。
- 2019年11月14日のアップデートで、全選手の2019年シーズン終了時の選手データが更新された。

移籍、入退団および育成からの支配下登録された選手については実況パワフルプロ野球2018#収録選手について参照。